# ジフェニル(2-メトキシフェニル)ホスフィン
ジフェニル(2-メトキシフェニル)ホスフィン（英語: diphenyl(2-methoxyphenyl)phosphine）または、2-(ジフェニルホスフィノ)アニソール（英語: 2-(diphenylphosphino)anisole）は、化学式が (C6H5)2PC6H4-2-OCH3 で表される有機リン化合物である。白色の固体で、有機溶媒に溶ける。有機金属化学と均一系触媒において配位子として使われる化合物である。典型的な半反応性配位子である。2-ブロモアニソールから合成される。

## 関連する配位子
- トリス(4-メトキシフェニル)ホスフィン
- トリフェニルホスフィン